# Les Gets
Les Gets ist eine französische Gemeinde mit 1227 Einwohnern (Stand: 1. Januar 2022) im Département Haute-Savoie in der Region Auvergne-Rhône-Alpes. Sie gehört zum Arrondissement Thonon-les-Bains und ist Mitglied im Gemeindeverband Communauté de communes du Haut-Chablais. Die Einwohner werden Gêtois und Gêtoises genannt.
Die Gemeinde erhielt 2024 die Auszeichnung „Drei Blumen“, die vom Conseil national des villes et villages fleuris (CNVVF) im Rahmen des jährlichen Wettbewerbs der blumengeschmückten Städte und Dörfer verliehen wird.

## Geographie
Les Gets liegt auf 1163 m, nahe beim Fremdenverkehrsort Morzine, 28 Kilometer südsüdöstlich der Stadt Thonon-les-Bains (Luftlinie). Der Sommer- und Wintersportort erstreckt sich auf der Passhöhe des Col des Gets am Übergang vom Chablais in das Faucigny, in den Savoyer Alpen am Ostfuß des Mont Chéry.
Die Fläche des 29,98 km² großen Gemeindegebiets umfasst einen Abschnitt der Chablais-Alpen. Als Hauptsiedlungsgebiet dient der Passübergang des Col des Gets, eine Furche, die sich in Südwest-Nordost-Richtung hinzieht. Der Pass wird im Westen vom Mont Chéry (mit 1827 m die höchste Erhebung von Les Gets) und im Osten von Le Pléney (1508 m), Col du Ranfolly (1657 m) und Pointe de la Turche (1605 m) flankiert. Der nördliche Teil des Gemeindeareals wird von einem Seitenbach der Dranse de Morzine durch das Vallée d’Aulps zum Genfersee entwässert. Der südwestliche Teil hingegen liegt im Einzugsgebiet des Giffre, der das Wasser zur Arve führt.
Zu Les Gets gehören verschiedene Weiler- und Feriensiedlungen an den Hängen im Bereich des Col des Gets. Nachbargemeinden von Les Gets sind La Côte-d’Arbroz im Norden, Morzine im Osten sowie Verchaix und Taninges im Süden.

## Geschichte
Bereits im 12. Jahrhundert bildete Les Gets eine Pfarrei. Der Ortsname stammt vom spätlateinischen Wort gistum (Lager, Nachtlager).

## Sehenswürdigkeiten
Die Dorfkirche Eglise des Gets stammt aus dem 19. Jahrhundert, wurde 1991 restauriert und besitzt eine mechanische Orgel. Sehenswert ist auch das Musée de la Musique mécanique in einem Gebäude aus dem 16. Jahrhundert, in dem Drehorgeln, mechanische Klaviere und Musikautomaten ausgestellt sind.

## Bevölkerung
| Jahr                       | 1962 | 1968 | 1975 | 1982 | 1990 | 1999 | 2004 |
| Einwohner                  | 831  | 857  | 986  | 1097 | 1287 | 1352 | 1332 |
| Quellen: Cassini und INSEE |      |      |      |      |      |      |      |

Mit 1227 Einwohnern (Stand 1. Januar 2022) gehört Les Gets zu den kleineren Gemeinden des Département Haute-Savoie. In den letzten Jahrzehnten wurde ein deutliches inzwischen gebremstes Wachstum der Einwohnerzahl verzeichnet. Außerhalb des alten Dorfes entstanden zahlreiche Einfamilienhäuser und Ferienwohnungen.

## Wirtschaft und Infrastruktur
Les Gets war bis weit ins 20. Jahrhundert hinein ein vorwiegend durch die Landwirtschaft geprägtes Dorf. Eine besondere Bedeutung hatte stets die Forstwirtschaft und die Holzverarbeitung (Sägereien). Mittlerweile hat sich das Dorf dank seiner Nähe zu Morzine zu einem Sommer- und Wintersportort mit vielen touristischen Einrichtungen entwickelt. Die Hänge beidseits des Col des Gets sind durch zahlreiche Bergbahnen und Skiliftanlagen erschlossen. Damit bildet Les Gets den südwestlichsten Teil des grenzüberschreitenden großen Wintersportgebietes Portes du Soleil. Als Mitglied der Kooperation Alpine Pearls setzt Les Gets auf sanften Tourismus.
Die Ortschaft liegt an der Hauptstraße, die von Thonon-les-Bains durch das Vallée d’Aulps nach Cluses im Arvetal führt.

## Persönlichkeiten
- Adeline Baud (* 1992), Skirennläuferin